# Mario Slam Basketball
Mario Slam Basketball (ook wel bekend onder de naam Mario Hoops 3-on-3 in Amerika en Mario Basket 3-on-3 in Japan) is een basketbalspel voor de Nintendo DS, ontwikkeld door Square Enix en uitgegeven door Nintendo. Het spel werd in Europa gelanceerd op 16 februari 2007.

## De gameplay
Het touchscreen wordt gebruikt voor alle acties, behalve voor bewegen (waarvoor je de pijltoets gebruikt). Dribbelen gebeurt automatisch, maar langzamer wanneer de touchscreen niet gebruikt wordt. Het scherm aanraken bepaalt welke kant het personage op dribbelt, zo kun je dus de kant veranderen waar je naartoe dribbelt. Zo kun je dus je personage laten draaien, zonder dat je daarvoor het d-pad moet gebruiken, wat zorgt voor een betere verdediging. Wanneer men op muntenpaden dribbelt, dribbelt men sneller. Ook verdient men muntjes, wat gebruikt wordt tijdens het werpen.
De menu's heen gaan en het spel spelen kan zowel gedaan worden met het touchscreen als met de d-pad. Je kan links- of rechtshandig spelen, dit kan je aangeven in het optiemenu. Er is ook de mogelijkheid om de a-, b-, x-, of y-toets te gebruiken in plaats van het touchscreen. Er zijn ook bewegingen die alleen kunnen met behulp van het touchscreen. Tijdens het oefenen kan alleen het touchscreen gebruiken.
De speler schiet door het trekken van een lijn voorwaarts op het touchscreen. Het hangt af van waar het personage is en hoe het beweegt of het schot een normaal schot is of een slam dunk. Normale schoten en Slam Dunks zijn twintig punten waard plus het aantal muntjes dat de speler al heeft. Super Shots zijn veertig punten waard plus het aantal muntjes. Gemikte schoten (in normaal basketball driepunters) zijn dertig punten waard plus het aantal muntjes.
Men dacht dat het spel via Nintendo Wi-Fi gespeeld kon worden, dit is echter niet zo. Het spel kan wel tegen elkaar, zowel met één spel als met twee of meer.
Het spel is ingedeeld in toernooien, die de speler moet winnen om door te gaan. Elk toernooi bestaat uit drie wedstrijden van twee helften van 2,5 minuten, behalve dat de speler een extra spel moet spelen met het Final Fantasy-team aan het einde van het Rainbow tournament.
De speler kan het toernooi winnen door de drie wedstrijden te winnen. De speler kan een gouden, zilveren of bronzen beker winnen. Een gouden beker kan men alleen verdienen als men in elke wedstrijd meer dan 200 punten meer dan de tegenstander heeft verdiend. Zilver wint men met een verschil van meer dan 100 punten en brons wanneer men simpelweg de drie wedstrijden wint.
Er zijn twee modi: de normale modus en de hard modus. De hard modus is beschikbaar na het verslaan van het Final Fantasy team in de normale modus.

## De personages
Mario Slam Basketball telt in totaal 21 speelbare personages met ieder hun eigen capaciteiten en technieken. Sommige spelfiguren zijn vanaf het begin al bespeelbaar, maar anderen moeten eerst worden vrijgespeeld door bijvoorbeeld bepaalde Tourneys uit te spelen.
| Standaard Personages                                                                                     |
| Mario \| Luigi \| Peach \| Daisy \| Yoshi \| Wario \| Waluigi \| Bowser Jr. \| Donkey Kong \| Diddy Kong |
| --- |

| Geheime Personages |
| Birdo \| Bowser \| Dixie Kong \| Paratroopa \| Boo \| Fly Guy \| Black Mage \| White Mage \| Ninja \| Moogle \| Cactuar |
| --- |

## Tourneys en courts
Elke Tourney in Mario Slam Basketball telt 3 verschillende courts (In de Raindow Tourney zijn er dit 4).
| Mushroom Tourney                                         |
| Mario Stadium \| Koopa Beach \| Peach Field Sunset Beach |
| -------------------------------------------------------- |

| Flower Tourney                                |
| DK Cruiser \| Luigi's Mansion \| Daisy Garden |
| --------------------------------------------- |

| Star Tourney                                 |
| Wario Factory \| Jr. Street \| Bowser Castle |
| -------------------------------------------- |

| Rainbow Tourney                                              |
| Sherbet Land \| Bloocheep Sea \| Pirate Ship \| Rainbow Ship |
| ------------------------------------------------------------ |

## De voorwerpen
- Single Coin
- 10 Coins
- Mushroom
- Poison Mushroom
- Star
- Lightning
- Fake ? Panel
- Banana
- Bomb
- Green Shell
- Red shell
- Spiny Shell
- Slot Coin
- Mimic
- Freezy